# دستگاه تولیدمثل در مردان
دستگاهِ تولیدمثلِ مردانه دستگاهی در بدن مردان است که وظیفهٔ اصلی‌اش تولیدمثل است. از دیدگاه فیزیولوژی، وظیفهٔ دستگاه تناسلی مرد چهار مورد زیر است:
- تولید اسپرم
- ساخت هورمون جنسی مردانه تستوسترون
- ایجاد محیط مناسب برای نگه داری اسپرم
- انتقال اسپرم به خارج از بدن

اسپرم و تکامل جنسی در دوران بلوغ.

## بخش‌های گوناگون دستگاه تناسلی مرد

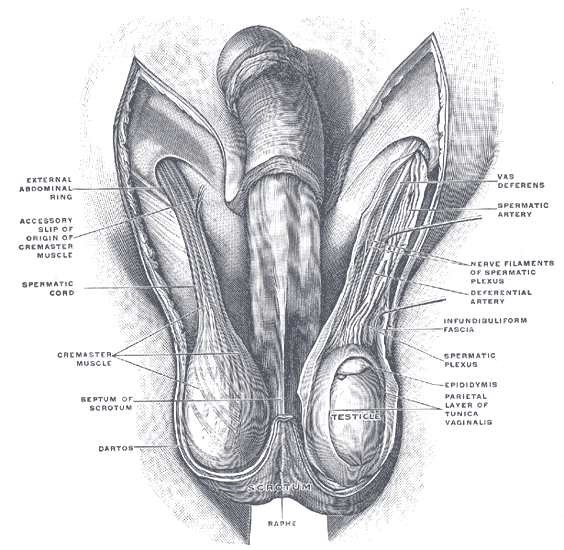
جای بیضه در دستگاه تناسلی مردانه

اعضای تناسلی مرد از آلت مردی (آلت مردی)، بیضه (تخم) و کیسه خایه که بیضه‌ها در آن آویزان هستند، تشکیل شده است. هر بیضه حاوی لوله‌های سمینیفر است که اسپرم می‌سازند. اسپرم در اپیدیدیم (لوله‌ای پیچ در پیچ در پشت هر بیضه)، نگهداری می‌شود. یک لوله دیگر به نام واز دفران، هر اپیدیدیم را به یک مجرای انزالی وصل می‌کند که این مجرا خود به پیشابراه وصل می‌شود. سه غده (یک جفت غده ساخت منی و غده پروستات)، مایعاتی را ترشح می‌کنند که وظیفه انتقال و تغذیه اسپرم را برعهده دارند؛ این ترشحات همراه اسپرم، مایعی به نام مایع منی را تشکیل می‌دهند. در طول فعالیت جنسی، بافت نعوظی آلت تناسلی، پر خون شده، آلت تناسلی را دراز و سفت می‌کند تا بتواند وارد مهبل زن شود. در هنگام ارگاسم، انقباضات عضلانی مایع منی را از طریق هر واز دفران به سوی پیشابراه و خارج از آلت تناسلی حرکت می‌دهند.

## تغییرهای مربوط به بلوغ در پسران
بلوغ دوره‌ای است که طی آن اندام‌های جنسی بالغ و ویژگی‌های ظاهری ثانویه مربوط به بلوغ رشد می‌کنند. در پسران، معمولاً بلوغ بین۱۲ تا ۱۵ سالگی آغاز می‌شود. غده هیپوفیز واقع در قاعده مغز ترشح هورمون‌هایی را آغاز می‌کند که بیضه را برای تولید هورمون جنسی مردانه یعنی تستوسترون تحریک می‌کنند. این مواد تغییرهایی مثل بزرگی اعضای تناسلی و رشد موی بدن را ایجاد می‌کنند و سپس اسپرم و افزایش میل جنسی تولید می‌شوند.

## روند تولید اسپرم

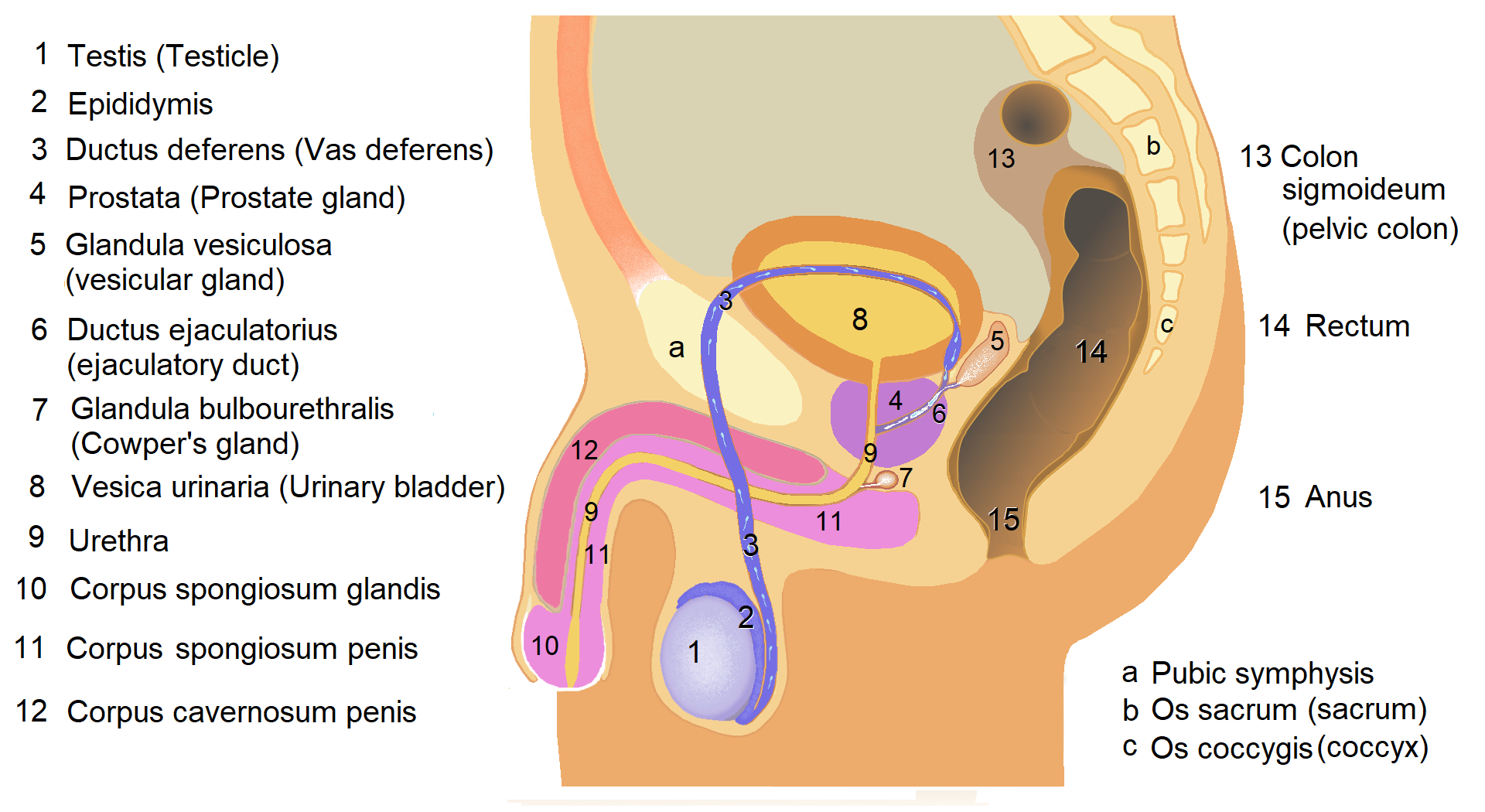
آناتومی دستگاه تناسلی مردان

با فرارسیدن زمان بلوغ، ساخت مداوم اسپرم در بیضه با سرعت حدود ۱۲۵ میلیون اسپرم در روز شروع می‌شود. اسپرم‌ها در اطراف دیواره‌های لوله‌های سمینیفر تکامل پیدا می‌کنند و دم‌های آن‌ها که به آن‌ها توانایی شنا کردن می‌دهند، به سمت مرکز لوله‌ها قرار می‌گیرند. اسپرم بالغ در یک لوله پیچ‌درپیچ به نام اپیدیدیم که پشت هر بیضه قرار دارد، نگهداری می‌شود. سرانجام اسپرم‌ها یا در زمان فعالیت جنسی با در زمان انزال بیرون می‌روند یا توسط ماکروفاژها خورده می‌شود و دوباره مونومرهای سازنده‌اش تبدیل می‌شود.